# National Institute of Mental Health
Le National Institute of Mental Health (traduisible littéralement en « Institut national de la santé mentale ») est un institut public spécialisé dans la recherche sur les maladies mentales. 
Il est un des composants de l'agence nationale National Institutes of Health (NIH).

## Description
Les bâtiments principaux de l'institut sont situés à Bethesda, aux États-Unis.
En 2008, son budget s'élevait à environ 1,5 milliard de dollars américains.